# Альдикон (заказник)
Альдико́н — государственное природное водно-болотное угодье областного значения, заказник. Ценный природный комплекс, сочетающий многообразие животного и растительного мира. Площадь — 250 тыс. га.

## Расположение и границы
Находится на территории Мазановского и Селемджинского районов Амурской области России, в бассейне реки Альдикон. Ближайший населённый пункт — село Норск. Северная граница проходит от места пересечения ЛЭП-220 и реки Уландочки по ЛЭП-220 на северо-восток до поворота ЛЭП-220 на восток. Далее по ЛЭП-220 на восток до места пересечения ЛЭП-220 и водораздела рек Альдикона и Быссы, далее проходит по водоразделу по отметкам высот 272, 284, 278, 293 и до отметки высоты 490 метров (гора Встречная). Восточная — от отметки высоты 490 (гора Встречная) идёт по водоразделу рек Альдикона и Исы, по отметкам высот 502, 364 м и далее по линии железной дороги до отметки высоты 352, 399 м, далее по прямой через урочище Горелое до отметки высоты 393 м, далее по прямой до отметки высоты 673 м (гора Сюгдулки). Южная — от отметки высоты 673 м (гора Сюгдулки) проходит по водоразделу рек Альдикона и Ульмы и по отметкам высот 422, 364, 281, 276, 275, 284, 272, 269, 258, 261, 255, 262 проходит до истока реки Уландочки. Западная — от истока Уландочки проходит по её левому берегу вниз по течению до места пересечения реки и ЛЭП-220.

## Цель создания
Создан 30 декабря 2002 года постановлением Главы администрации Амурской области № 740 с целью сохранения и восстановления ценных в экологическом, научном, природоохранном отношениях природных комплексов, ресурсов животного и растительного мира, редких и исчезающих видов животных и растений и их генофонда, а также дальнейшего развития системы ООПТ Амурской области. Режим охраны и границы утверждены постановлением № 200 Губернатора Амурской области от 24 апреля 2006 года.

## Климат
Климат континентальный с муссонными чертами. В течение года преобладают северо-западные и северные ветры. Зима холодная и малоснежная, с преобладанием ясной погоды и температурой воздуха от −15 до −30 ºС (минимальная — до −45 ºС). Толщина снегового покрова, образующегося в середине ноября, составляет 15—30 см на открытых участках и 50 см — в лесу. Весна в начале сезона холодная и ветреная, с ясной погодой, в конце — тёплая и пасмурная. В апреле возможны снегопады. Дневная температура воздуха этого месяца — около 15 ºС, ночная — до −15 ºС. Температуры мая — до 25 ºС днём и до −2 ºС ночью. Лето умеренно тёплое, с преобладанием пасмурных и дождливых дней с обильными и продолжительными осадками, которые приходятся на июль и август. Суточные температуры колеблются от 5 до 25 ºС. Осень преимущественно тёплая, сухая, с ясной погодой. Температура воздуха в сентябре — 15—20 ºС, ночью — около 0 ºС. Среднемесячная температура октября — 20 Сº со знаком «плюс». В конце месяца начинаются снегопады.

## Гидрография
Гидрографическая сеть общей протяжённостью в 365 км представлена участком реки Альдикон длиной 109 км и его основным левым притоком — Адриконом (46 км), а также многочисленными мелкими притоками. На территории заказника, заболоченной на 75—80 %, большое количество болот и озёр. Болота преобладают моховые и мохово-торфяные, пойменные озёра находятся в стадии зарастания.

## Флора и фауна
Основу растительного покрова составляют луговые, болотные и древесные виды. На защищённых участках произрастают теплолюбивые породы деревьев и кустарников — дуб монгольский, липа амурская, берёза даурская. Огромные территории заняты вейниковыми, вейнико-разнотравными, вейнико-осоковыми лугами и кочкарно-травяными болотами. Возвышенности покрыты дубравами с подлеском из лещины, леспедецы, поросли липы и березы; травянистый покров злаково-разнотравный. Лесную растительность представляют плосколистная и даурская берёза, дуб монгольский, боярышник Максимовича, осина, калина Саржента, лещина, леспедеца, липа амурская, ландыш Кейске, кровохлёбка, валериана, бузульник, василистник, купена, красоднев, ясенец, герань и другие. В поймах Альдикона и Адрикона распространены заросли ивы и ольхи. Разнообразна болотная растительность заказника.
Животный мир угодья составляют представители четырёх типов фаун — приамурской, восточносибирской, монголо-даурской и охотской. Здесь встречаются лось, косуля, медведь, бурундук, соболь, норка, выдра, колонок, енотовидная собака, лисица, ондатра, американская норка; стерх, чёрный журавль, японский журавль, дальневосточный аист, беркут, скопа, лебедь-кликун, а также большое количество водоплавающих.
В реках и озёрах водятся карась, ротан, гольян, вьюн, сом, косатка-плеть, амурская щука и другие рыбы.

## Значение
Альдикон является своеобразным буфером для Норского государственного природного заповедника. Он играет значительную роль как место обитания большого числа околоводных видов птиц, является местом отёла и вскармливания потомства для косули и лося в труднопроходимых в летний период марях. Здесь же проходят основные миграционные пути косули из Норского заповедника в южные районы Амурской области.
На территории заказника запрещена любая деятельность, противоречащая целям его создания или причиняющая вред природным комплексам и их компонентам.
Угрозы: лесные пожары и браконьерство (особенно в период миграции косули).